# Jovana Jović
Jovana Jović (solteira: Jakšić; cirílico sérvio: Јована Јовић; nascida em 30 de setembro de 1993, em Belgrado) é uma ex-tenista profissional sérvia. Em 17 de novembro de 2019, casou-se com o namorado de longa data,  Vujadin Jović, assumindo o novo sobrenome no início do ano seguinte.
Conquistou 17 títulos de simples e 2 de duplas no Circuito ITF. Em 12 de maio de 2014, chegou ao seu melhor ranking de simples, o 102º. Em 31 de julho de 2017, veio o melhor ranking de duplas, 204º.
Jogando pelo time da Sérvia na Fed Cup, Jović tem a campanha de 2 vitórias e 3 derrotas. Debutou no torneio de equipes nacionais em fevereiro de 2014, quando perdeu para a canadense Eugenie Bouchard em sets diretos, pelo confronto de Grupo Mundial II, ainda vencendo o confronto de duplas, que não valia mais nada, no dia seguinte.
Jović não jogava desde 2021. Em março, disputou simples e duplas o WTA Challenger de Newport Beach, encerrando a partipação com 2 derrotas e 1 vitória. Um ano depois, em seu perfil de Instagram, formalizou a aposentadoria. Paralelamente, iniciou a carreira de treinadora, para crianças e adultos.

## Finais

### Circuito WTA

#### Simples: 1–0 (1 vice)
| Legenda                             |
| ----------------------------------- |
| Grand Slam (0–0)                    |
| WTA Tour (0–0)                      |
| Premier Mandatory & Premier 5 (0–0) |
| Premier (0–0)                       |
| International (0–1)                 |

| Finais por Piso |
| --------------- |
| Duro (0–1)      |
| Saibro (0–0)    |
| Grama (0–0)     |
| Carpete (0–0)   |

| Posição | N. | Data         | Torneio                           | Piso | Oponente     | Placar   |
| ------- | -- | ------------ | --------------------------------- | ---- | ------------ | -------- |
| Vice    | 1. | 7 Abril 2014 | Monterrey Open, Monterrey, México | duro | Ana Ivanović | 2–6, 1–6 |